# Fidā'ī (Hymne)
Fida'i (arabisch فدائي, DMG Fidāʾī ‚Widerstandskämpfer‘) ist die Nationalhymne des  Staates Palästina, die im Jahre 1996 vom palästinensischen Nationalrat verabschiedet wurde. Ali Ismael komponierte die Melodie und Said Al Muzayin schrieb den Text dazu.

## Text
| Arabisch                                                                                         | DMG-Transliteration | Deutsch |
| ------------------------------------------------------------------------------------------------ | --- | --- |
| فدائي فدائي فدائي يا أرضي يا أرض الجدود فدائي فدائي فدائي يا شعبي يا شعب الخلود                  | fidāʾī fidāʾī fidāʾī yā arḍī yā arḍa l-ǧudūdi fidāʾī fidāʾī fidāʾī yā šaʿbī yā šaʿba l-ḫulūdi                                            | Kämpfer, Kämpfer Kämpfer, mein Land, das Land meiner Großväter Kämpfer, Kämpfer Kämpfer, meine Nation, die Nation der Ewigkeit                                                                                                  |
| بعزمي وناري وبركان ثاري وأشواق دمي لأرضي وداري صعدت الجبال وخضت النضال قهرت المحالَ حطمت القيود   | bi-ʿazmī wa-nārī wa-burkāni ṯaʾrī wa-ašwāqi damī li-arḍī wa-dārī ṣaʿadtu l-ǧibāla wa-ḫuḍtu l-niḍāla qahartu l-muḥāla ḥaṭamtu l-quyūda    | Mit meiner Entschlossenheit, meinem Feuer und meinem Vulkan Und die Sehnsucht meines Blutes nach meinem Land und meiner Heimat Ich bin die Berge gestiegen, habe gekämpft, das Unmögliche bezwungen und die Fesseln gesprengt   |
| فدائي فدائي فدائي يا أرضي يا أرض الجدود فدائي فدائي فدائي يا شعبي يا شعب الخلود                  | fidāʾī fidāʾī fidāʾī yā arḍī yā arḍa l-ǧudūdi fidāʾī fidāʾī fidāʾī yā šaʿbī yā šaʿba l-ḫulūdi                                            | Kämpfer, Kämpfer Kämpfer, mein Land, das Land meiner Großväter Kämpfer, Kämpfer Kämpfer, meine Nation, die Nation der Ewigkeit                                                                                                  |
| بعزم الرياح ونار السلاح وإصرار شعبي بأرض الكفاح فلسطين داري ودرب إنتصاري فلسطين ثاري وأرض الصمود | bi-ʿaṣmi r-riyāḥi wa-nāri s-silāḥi wa-iṣrāru šaʿbī bi-arḍi l-kifāḥi Filisṭīnu dārī wa-darbu ntiṣārī Filasṭīnu thārī wa arḍi aṣ-ṣumūdi    | Mit der Entschlossenheit des Windes und dem Feuer der Waffen Und das Beharren meines Volkes im Land des Kampfes Palästina ist meine Heimat und der Weg meines Sieges Palästina ist mein Schatz und das Land der Standhaftigkeit |
| فدائي فدائي فدائي يا أرضي يا أرض الجدود فدائي فدائي فدائي يا شعبي يا شعب الخلود                  | fidāʾī fidāʾī fidāʾī yā arḍī yā arḍa l-ǧudūdi fidāʾī fidāʾī fidāʾī yā šaʿbī yā šaʿba l-ḫulūdi                                            | Kämpfer, Kämpfer Kämpfer, mein Land, das Land meiner Großväter Kämpfer, Kämpfer Kämpfer, meine Nation, die Nation der Ewigkeit                                                                                                  |
| بحق القسم تحت ظل العلم بأرضي وشعبي ونار الألم سأحيا فدائي وأمضي فدائي وأقضي فدائي إلى أن تعود    | bi-ḥaqqi l-qasam taḥta ẓilli l-ʿalami bi-arḍī wa-šaʿbī wa-nāri l-alami sa-aḥyā fidāʾī wa-amḍī fidāʾī wa-aqḍī fidāʾī ilā an taʿūda bilādī | Bei dem Schwur im Schatten der Fahne Bei meinem Land, meinen Leuten und dem Feuer des Schmerzes Ich werde als Kämpfer leben und ein Kämpfer bleiben Und als Kämpfer sterben, bis mein Land zurückkehrt                          |
| فدائي فدائي فدائي يا أرضي يا أرض الجدود فدائي فدائي فدائي يا شعبي يا شعب الخلود                  | fidāʾī fidāʾī fidāʾī yā arḍī yā arḍa l-ǧudūdi fidāʾī fidāʾī fidāʾī yā šaʿbī yā šaʿba l-ḫulūdi                                            | Kämpfer, Kämpfer Kämpfer, mein Land, das Land meiner Großväter Kämpfer, Kämpfer Kämpfer, meine Nation, die Nation der Ewigkeit                                                                                                  |

## Alternativer Text
Der Originaltext beginnt mit „Fida'i“. Seit etwa 1997 wird die Hymne öfter mit „Biladi“ begonnen.